# Hotel Savoy (Firenze)
L'Hotel Savoy è un edificio civile del centro storico di Firenze, situato in piazza della Repubblica 7, angolo via degli Speziali, via de' Medici 1-3, via Roma 2 e via dei Tosinghi. Il palazzo sorge sul sito delle antiche case-torri dei Medici e della chiesa di San Tommaso.

## Storia e descrizione
Questo isolato rappresentava il confine nord-est della piazza del Mercato Vecchio e vi si trovavano le prime case della famiglia Medici, le torri e i palazzi della famiglia Sizi e la chiesa di San Tommaso, che esisteva fin dal XIII secolo e che era di patronato delle due famiglie vicine Medici e Sizi. Il tutto fu demolito tra il 1888 e il 1895 in occasione del riordinamento del centro di Firenze
L'attuale grande edificio, eretto nel 1898 dall'architetto Vincenzo Micheli, si propone con il fronte principale spartito da lesene a bugna piatta e si qualifica, al piano nobile, per la presenza di nicchie con statue allegoriche raffiguranti le Stagioni, opera di Vincenzo Rosignoli. Il terreno è segnato dalla successione di ampie arcate che danno accesso a vari esercizi commerciali, tra cui quella d'angolo fu la seconda sede del Caffè Gilli, poi trasferitosi nel locale antistante in palazzo Levi in piazza della Repubblica. 

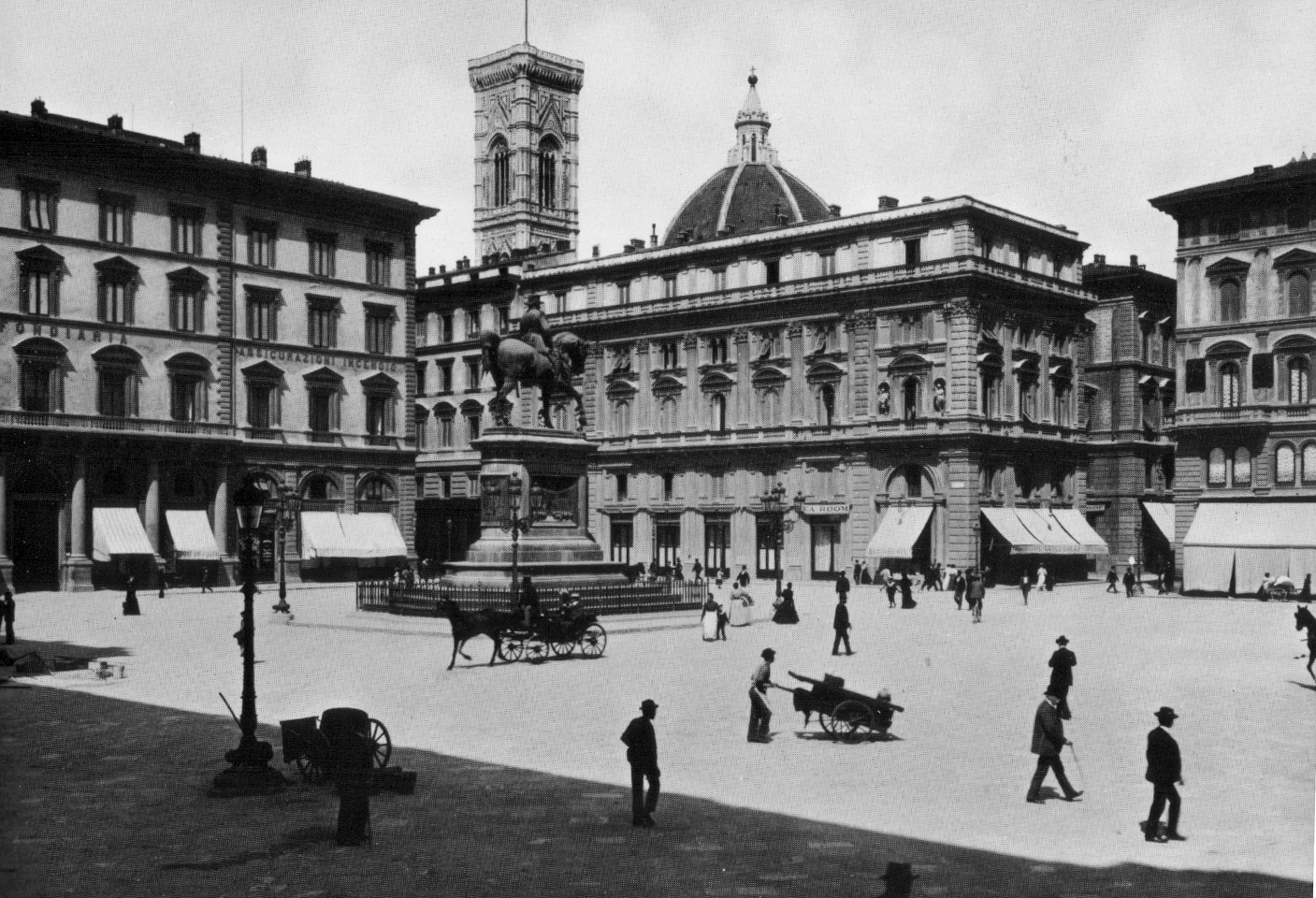
Albergo Savoia, a fine del XIX secolo

Fin dall'origine adibito ad albergo (Albergo Savoia, ma indicato anche come palazzo Chiari), si è a lungo segnalato (e ancora si segnala) tra i principali in città: originariamente arredato negli spazi interni secondo il gusto eclettico tardo ottocentesco, fu oggetto di un completo riordino nel 1935 su progetto di Maurizio Tempestini. 
Attualmente si propone (sempre per quanto riguarda gli spazi interni), nella veste conferita nel 2000 dall'intervento di ristrutturazione di Olga Polizzi, interior designer responsabile per il marchio Rocco Forte Hotels, attuale proprietario della struttura. 
Per meglio inquadrare l'intervento architettonico e l'opulenza del prospetto principale si ricorda come questo ricada all'interno dell'ampio progetto di riordinamento dell'area del Mercato Vecchio e del ghetto (1885-1895), e come allo stesso Micheli si debba il grande edificio che determina la scenografica e magniloquente quinta della piazza dal lato opposto, il palazzo dell'Arcone di Piazza (con statue alcune delle quali sempre di Vincenzo Rosignoli), con il porticato continuo a piano terreno e l'arcone centrale che inquadra via Strozzi, concluso dal fastigio su cui è la ben nota iscrizione dettata da Isidoro Del Lungo a memoria dell'operazione di 'risanamento' del centro cittadino. 

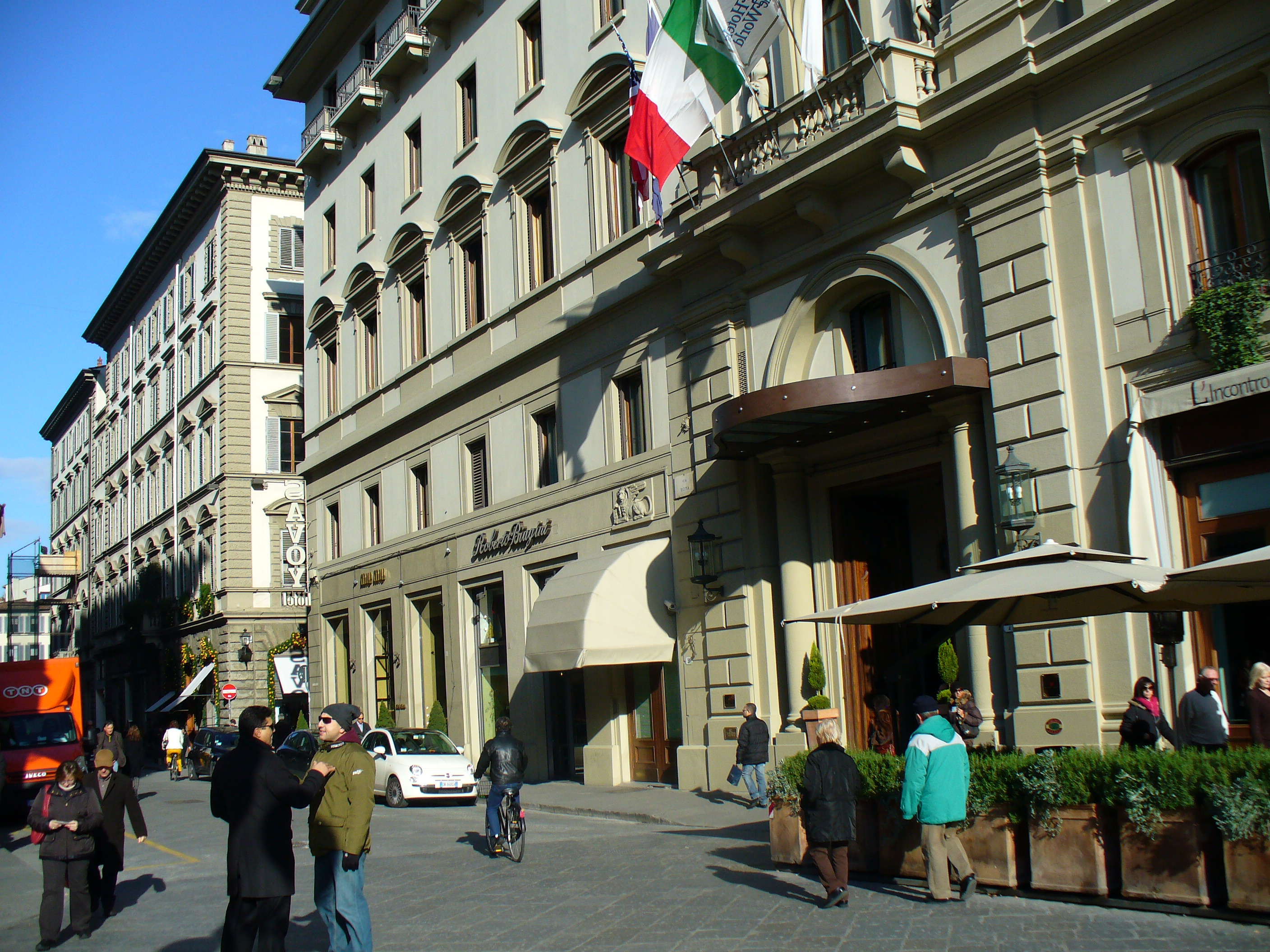
Ingresso

Fa parte del complesso dell'hotel anche il palazzo nella parte nord dell'isolato, con ingresso principale su via Roma 2 e già chiamato anche "Palazzo della Riunione Adriatica di Sicurtà". Questa porzione sorge sulle proprietà della famiglia Agolanti, caratterizzate dalla presenza di una loggia in prossimità dell'attuale angolo tra via Roma e via de' Tosinghi, per cui il canto era noto come canto degli Agolanti. L'edificio si presenta in continuità con il palazzo dell'Hotel Savoy, con il quale condivide sia la linea di gronda sia la disposizione delle finestre. Alcune varianti nella incorniciatura delle bucature e l'assenza di balconi (che invece segnano significativamente il precedente) rendono tuttavia questa porzione del prospetto autonoma, a definire una specie di versione semplificata del primo. Anche se oggi gli spazi interni ai piani sono occupati dallo stesso Hotel Savoy, si deve ipotizzare una precedente e diversa destinazione di questa porzione, come peraltro indica la presenza di un rilievo con il leone veneziano di San Marco apposto su quello che un tempo era l'ingresso, al numero civico 2. Queste stesse differenziazioni nel disegno dei prospetti appaiono anche dal lato di via de' Medici, dove la porzione oggetto di questa scheda è di disegno molto semplice, con fasce su intonaco liscio, mentre quella relativa all'Hotel Savoy presenta al terreno una successione di arcate inserite in un paramento a finto bugnato.

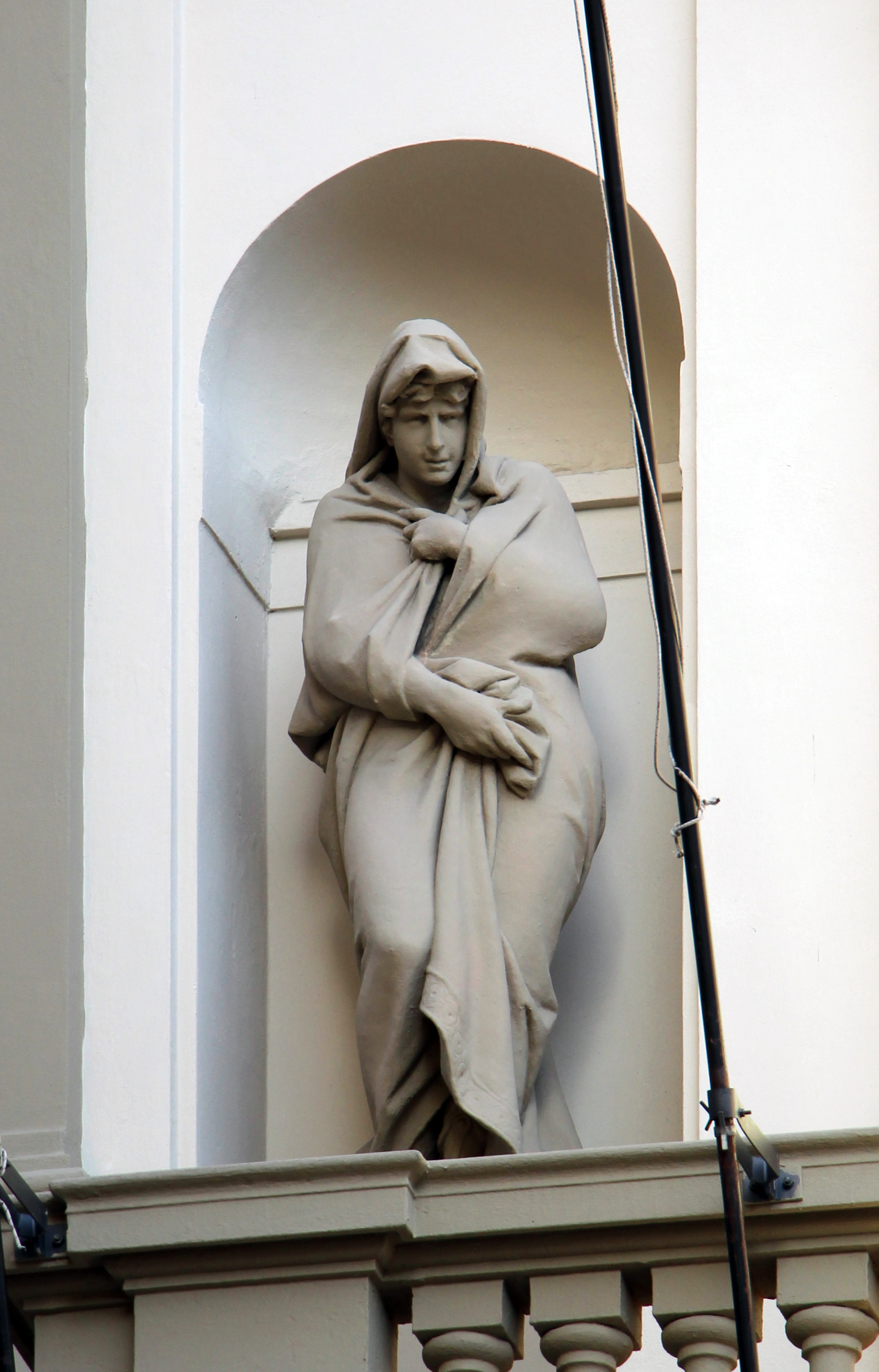
Inverno
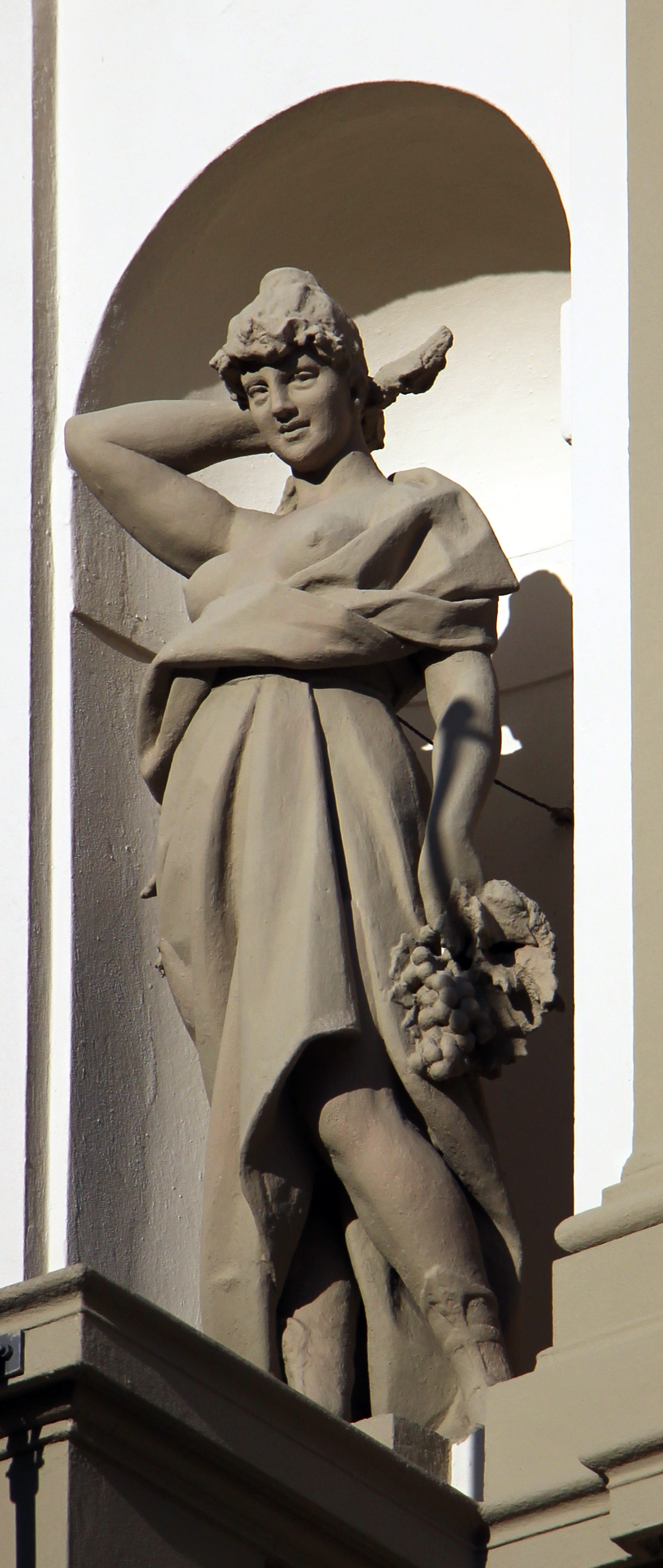
Autunno
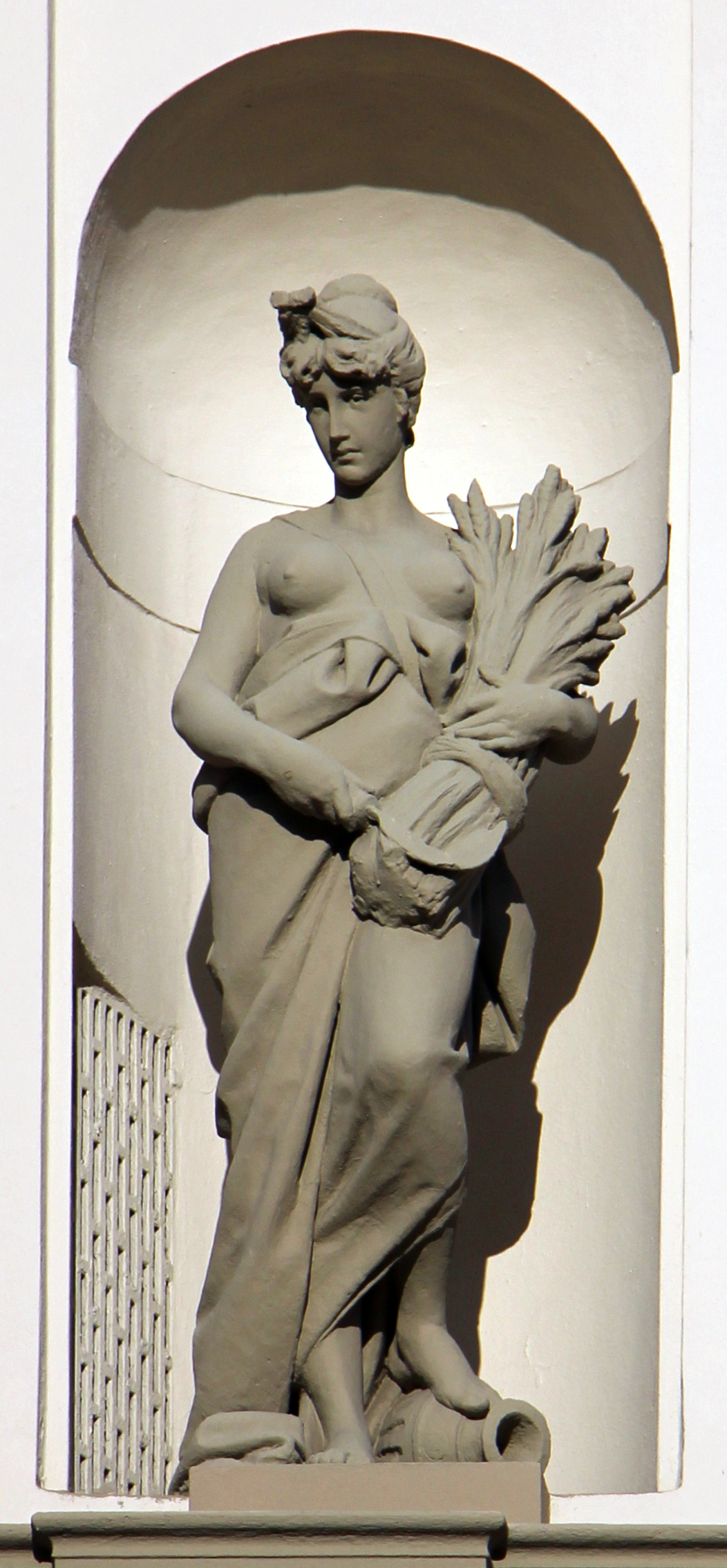
Estate
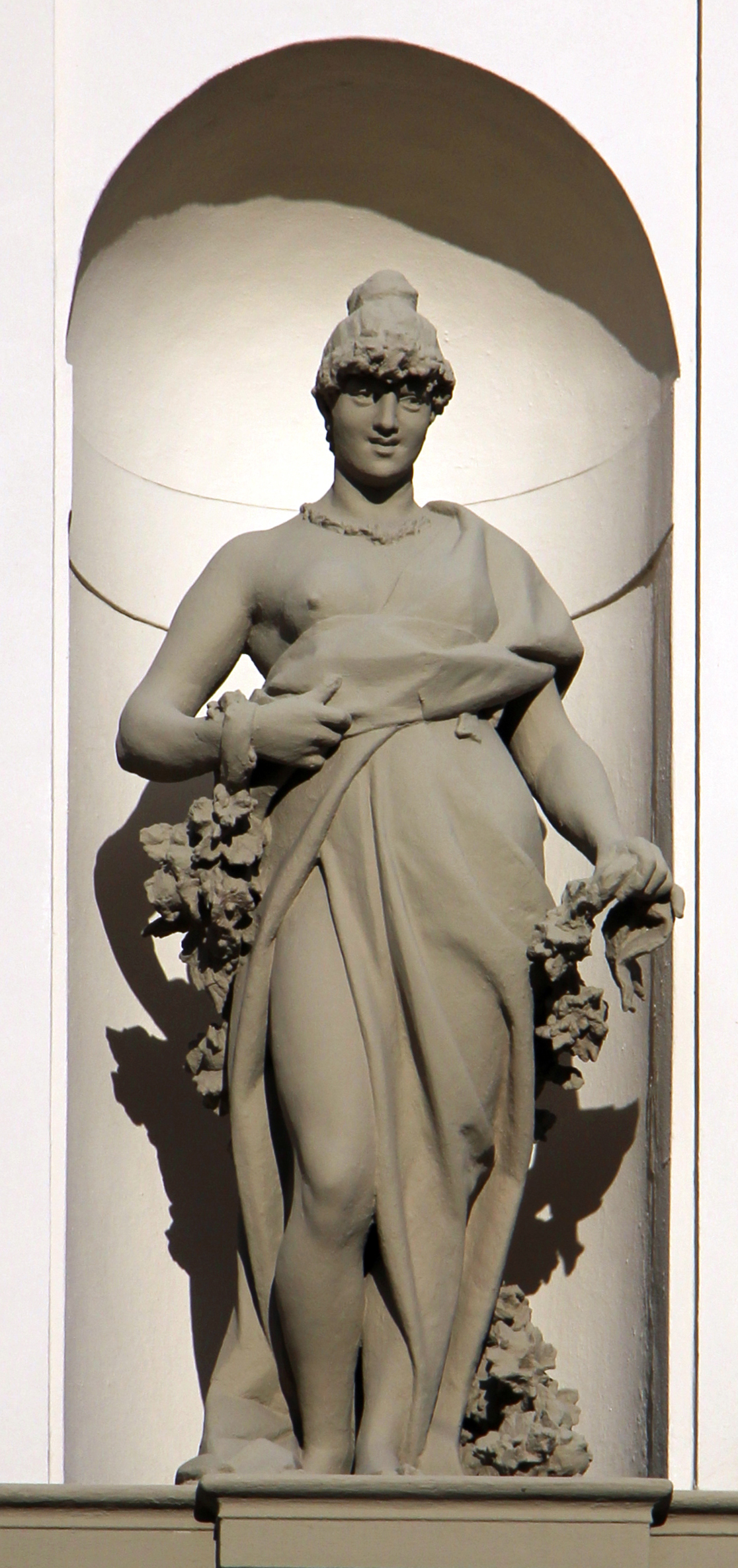
Primavera

## Bibliografia

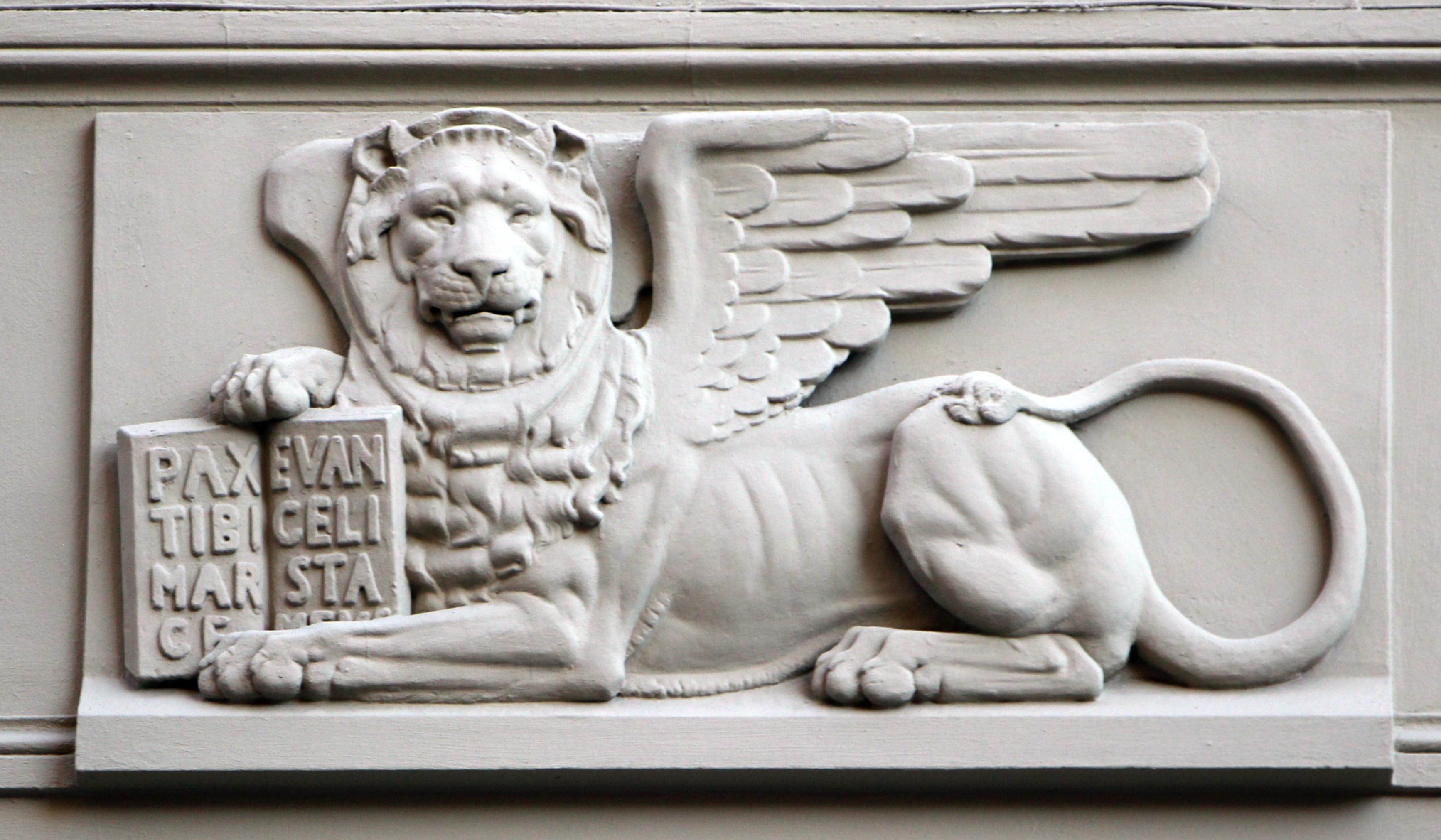
Il leone di San Marco